# Veikko Huovinen
Veikko Johannes Huovinen, (né le 7 mai 1927 à Simo en Finlande, et mort le 4 octobre 2009 à Sotkamo en Finlande), est un romancier finlandais.
Humoriste contemporain, il excelle dans la satire et la parodie.

### Romans
- (fi) Havukka-ahon ajattelija, WSOY, 1952
- (fi) Ihmisten puheet, WSOY, 1955
- (fi) Rauhanpiippu, WSOY, 1956
- (fi) Hamsterit, WSOY, 1957
- (fi) Siintävät vuoret, WSOY, 1959
- (fi) Konstan Pylkkerö, WSOY, 1961
- (fi) Kylän koirat, WSOY, 1962
- (fi) Lemmikkieläin, WSOY, 1966
- (fi) Lampaansyöjät, WSOY, 1970
- (fi) Veitikka : A. Hitlerin elämä ja toiminta, WSOY, 1971
- (fi) Lentsu : kertomus suomalaisten räkätaudista, Helsinki, Otava, 1978, 191 p. (ISBN 951-1-04974-7)
- (fi) Koirankynnen leikkaaja, Otava, 1980, 160 p. (ISBN 951-1-05939-4)
- (fi) Puukansan tarina  (ill. Seppo Polameri), Helsinki, Otava, 1984, 158 p. (ISBN 951-1-08107-1).
- (fi) Joe-setä : aikalaisen kertomuksia Josef Stalinista, WSOY, 1988 (ISBN 951-0-15395-8)
- (fi) Kasinomies Tom, Otava, 1990 (ISBN 951-1-11456-5)
- (fi) Pietari Suuri hatun polki, WSOY, 1995 (ISBN 951-0-20684-9)
- (fi) Konsta Pylkkänen etsii kortteeria, WSOY, 2004 (ISBN 951-0-29426-8)

### Nouvelles
- (fi) Hirri, WSOY, 1950
- (fi) Kuikka, WSOY, 1963
- (fi) Talvituristi, WSOY, 1965
- (fi) Lyhyet erikoiset, WSOY, 1967
- (fi) Mikäpä tässä, WSOY, 1969
- (fi) Rasvamaksa, WSOY, 1973, 141 p. (ISBN 951-0-05934-X)
- (fi) Ronttosaurus, WSOY, 1976, 171 p. (ISBN 951-1-04124-X)
- (fi) Pylkkäs-Konsta mehtäämässä ja muita erätarinoita, Otava, 1975, 136 p. (ISBN 951-1-01872-8)
- (fi) Ympäristöministeri : Ekotarinoita, Otava, 1982 (ISBN 951-1-07039-8)
- (fi) Matikanopettaja : Littlejuttuja eri aihelmista, Otava, 1986, 192 p. (ISBN 951-1-09213-8)
- (fi) Kukuškat : Moniaita kertomuksia ja pakinoita, WSOY, 1993 (ISBN 951-0-19038-1)
- (fi) Luonnonkierto : novelleja, pakinoita, lyhyitä erikoisia 1950-2001, Siltala, 2012, 245 p. (ISBN 978-952-234-091-7 et 952-234-091-X)

### Biographies
- (fi) Humusavotta : kirjailijan päiväkirja 1974–75, Otava, 1976, 266 p. (ISBN 951-1-04010-3)
- (fi) Viime talvi : arvokeskustelua, WSOY, 1998 (ISBN 951-0-23012-X)
- (fi) Muina miehinä : kirjailijan muistelmia, WSOY, 2001 (ISBN 951-0-25910-1)
- (fi) Pojan kuolema, WSOY, 2007 (ISBN 978-951-0-33015-9)

### Recueils
- (fi) Vapaita suhteita : Valitut erikoiset, WSOY, 1974 (ISBN 951-0-06393-2)
- Sinisiä ajatuksia. WSOY:n kirjallinen äänilevy 13, 1976.
- Lohkaisuja, toimittaneet Mauri Auvinen ja Jouni Hirvaskero, Otava 1979.
- Kootut teokset 1–10. WSOY 1984–1986.
- (fi) Pirunkalan leuat : ajatuksia sodasta ja loistavista voitoista, WSOY, 1991, 96 p. (ISBN 951-0-17356-8)
- (fi) Naiset on kultia, WSOY, 1996 (ISBN 951-0-21413-2)
- (fi) Porsaan paperit : Eläinaiheiset erikoiset, WSOY, 1999 (ISBN 951-0-23857-0)
- (fi) Kolme viiksiniekkaa : Veitikka, Joe-setä, Pietari Suuri hatun polki, WSOY, 2003 (ISBN 951-0-27861-0)
- (fi) Sinisilmäinen ohjus ja muita sotaisia kertomuksia, WSOY, 2003 (ISBN 951-0-28248-0)
- (fi) Bakulainen pahvala : 113 valittua tarinaa, WSOY, 2005, 403 p., deux volumes dans un étui (ISBN 951-0-30782-3)

### Pièces de théâtre
- Tiikeri ja leijona, Théâtre municipal d'Helsinki, 1961.
- Saatana kun yskittää – Suuri paneelikeskustelu, Théâtre municipal de Kajaani 1992 et TV2 1993.

### autres ouvrages
- (ed.) Pohjoiset erätarinat, WSOY 1967.
- Tapion tarhat. Metsäpoliittista tarkastelua, Otava 1969.
- Kajaani Oy 70-vuotta 1977. Kajaani. Kajaani Oy 1977.
- Suomen saloilla. Kertomuksia ja perimätietoa savotoilta ja uittopurojen varsilta, Helsinki 1981.
- Kainuun kuvia, photographies Jorma Komulainen, Helsinki 1976.
- Seitsemän sinisen takana. Kuvakirja Sotkamosta. photographies Eero Kemilä, Otava 1986.

### Adaptations cinématographiques
- Havukka-Ahon ajattelija (série, MTV 1971), réal. Kaarlo Hiltunen.
- Lampaansyöjät (1972), réal. Seppo Huunonen.
- Hamsterit (série, MTV 1982), réal. Pauli Virtanen.
- Lyhyet erikoiset (série, MTV 1986), réal. Pauli Virtanen.
- Soittelijapoika (YLE 1990), réal. Rauni Mollberg, basée sur la nouvelle Matikanopettaja.
- Lentsu (série, MTV 1990), réal. Pauli Virtanen.
- Konstan Pylkkerö (série, MTV 1993), réal. Pauli Virtanen.
- Koirankynnen leikkaaja (2004), réal. Markku Pölönen.
- Havukka-ahon ajattelija (2010), réal. Kari Väänänen.
- Siintävät vuoret (2013), réal. Markku Pölönen.

## Récompenses
- 1951, Prix Kalevi Jäntti
- 1953, 1967 et 1981, Prix national de littérature
- 1969, Médaille Pro Finlandia
- 1970, Prix Aleksis Kivi
- 1985, Prix de l'information publique,
- 2001, Prix Finlande